# Теорема синусов
Теоре́ма си́нусов — теорема, устанавливающая зависимость между длинами сторон треугольника и величиной противолежащих им углов.
Существуют два варианта теоремы; обычная теорема синусов:
| Стороны треугольника пропорциональны синусам противолежащих углов. {\displaystyle {\frac {a}{\sin \alpha }}={\frac {b}{\sin \beta }}={\frac {c}{\sin \gamma }}} |

и расширенная теорема синусов:
| Для произвольного треугольника {\displaystyle {\frac {a}{\sin \alpha }}={\frac {b}{\sin \beta }}={\frac {c}{\sin \gamma }}=2R,} где {\displaystyle a}, {\displaystyle b}, {\displaystyle c} — стороны треугольника, {\displaystyle \alpha ,\beta ,\gamma } — соответственно противолежащие им углы, а {\displaystyle R} — радиус окружности, описанной около треугольника. |

## Доказательства

### Доказательство обычной теоремы синусов
Воспользуемся только определением высоты {\displaystyle h_{b}} треугольника, опущенной на сторону b, и синуса для двух углов:
{\displaystyle h_{b}=a\sin \gamma =c\sin \alpha }. Следовательно, {\displaystyle {\frac {a}{\sin \alpha }}={\frac {c}{\sin \gamma }}}, что и требовалось доказать. Повторив те же рассуждения для двух других сторон треугольника, получаем окончательный вариант обычной теоремы синусов. ∎

### Доказательство расширенной теоремы синусов
Достаточно доказать, что
{\displaystyle {\frac {a}{\sin \alpha }}=2R.}
Проведем диаметр {\displaystyle |BG|} для описанной окружности.
По свойству углов, вписанных в окружность, угол {\displaystyle GCB} прямой, а угол {\displaystyle CGB} равен либо {\displaystyle \alpha }, если точки {\displaystyle A} и {\displaystyle G} лежат по одну сторону от прямой {\displaystyle BC}, либо {\displaystyle \pi -\alpha } в противном случае. 
Поскольку {\displaystyle \sin(\pi -\alpha )=\sin \alpha }, в обоих случаях получаем
{\displaystyle a=2R\sin \alpha }.
Повторив то же рассуждение для двух других сторон треугольника, получаем:
{\displaystyle {\frac {a}{\sin \alpha }}={\frac {b}{\sin \beta }}={\frac {c}{\sin \gamma }}=2R.} ∎

## Вариации и обобщения
В треугольнике против большего угла лежит бо́льшая сторона, против большей стороны лежит больший угол.
В симплексе 
{\displaystyle V_{n}={\frac {n-1}{n}}\cdot {\frac {{V_{n-1}^{i}}{V_{n-1}^{j}}}{V_{n-2}^{i,j}}}\cdot \sin {A_{i,j}},}
где {\displaystyle A_{i,j}} — угол между гранями {\displaystyle V_{n-1}^{i}} и {\displaystyle V_{n-1}^{j}}; {\displaystyle V_{n-2}^{i,j}} — общая грань {\displaystyle V_{n-1}^{i}} и {\displaystyle V_{n-1}^{j}}; {\displaystyle V_{n}} — объём симплекса.

## История
- В первой главе Альмагеста (около 140 года н. э.) теорема синусов используется, но явно не формулируется[1].
- Древнейшее из дошедших до нас доказательств теоремы синусов на плоскости описано в книге Насир ад-Дин Ат-Туси «Трактат о полном четырёхстороннике» написанной в XIII веке[2].
- Теорема синусов для сферического треугольника была доказана математиками средневекового Востока ещё в X веке[3]. В труде Ал-Джайяни XI века «Книга о неизвестных дугах сферы» приводилось общее доказательство теоремы синусов на сфере[4].

## Вариации и обобщения
- Сферическая теорема синусов
- На плоскости Лобачевского с кривизной {\displaystyle -1} теорема синусов принимает следующую форму:
{\displaystyle {\frac {\sin A}{\mathrm {sh} \,a}}={\frac {\sin B}{\mathrm {sh} \,b}}={\frac {\sin C}{\mathrm {sh} \,c}}.}

- Теорема косинусов
- Теорема котангенсов
- Теорема о проекциях
- Теорема Пифагора
- Теорема тангенсов
- Тригонометрические тождества
- Тригонометрические функции
- Формулы Мольвейде